# Rum (Ungarn)

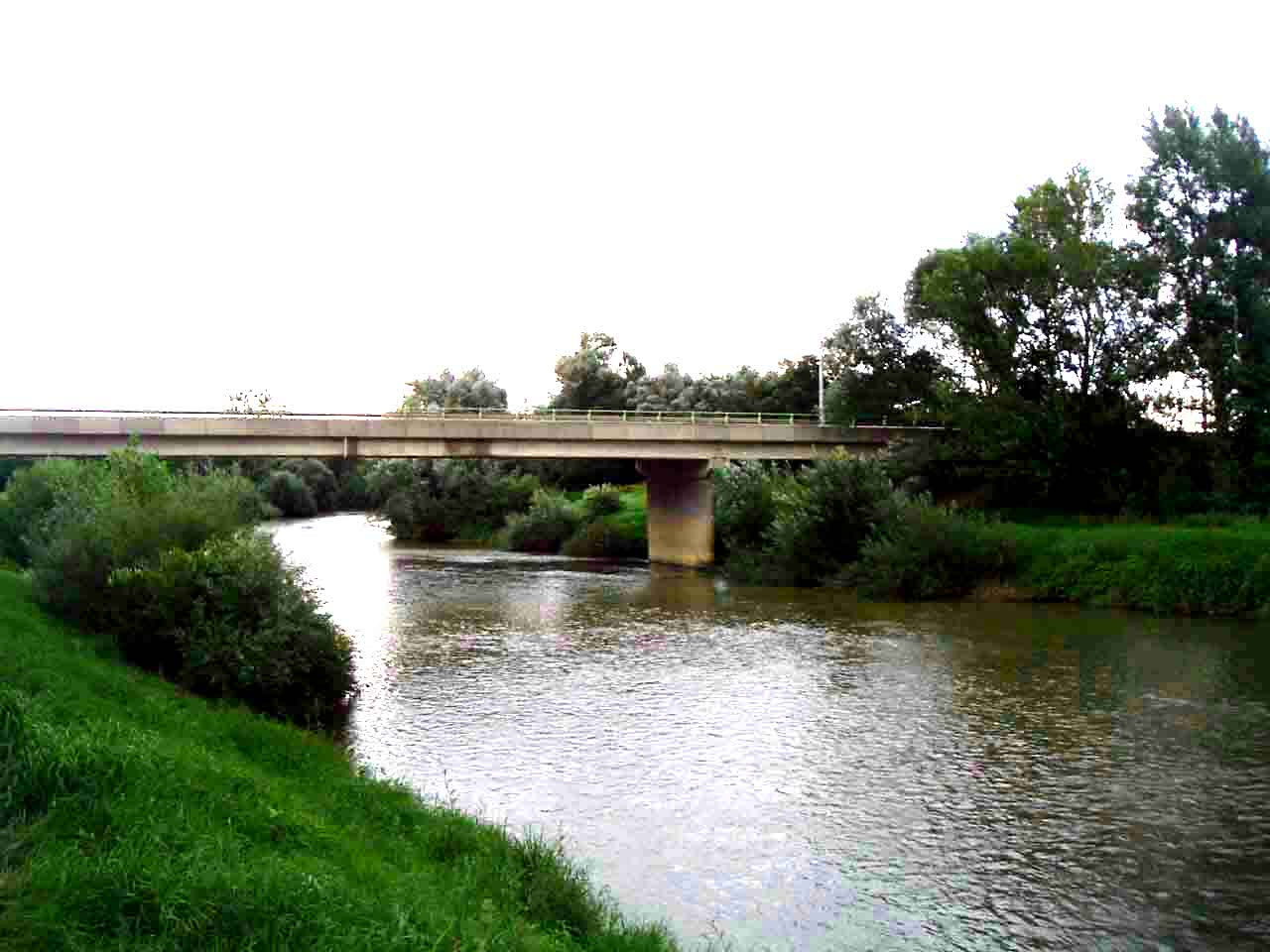
Brücke am Fluss Raab bei Rum

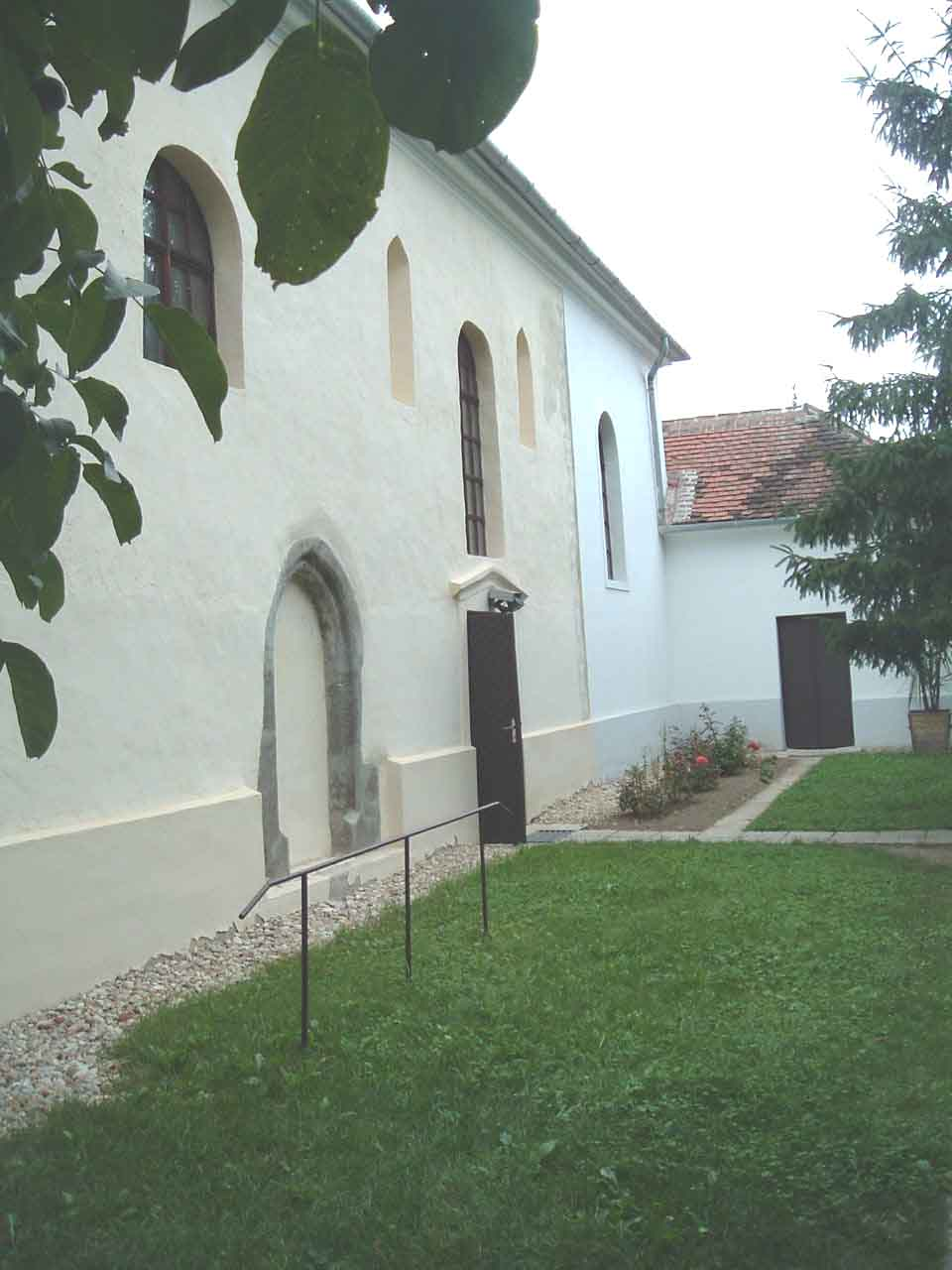
Römisch-Katholische Kirche in Rum, Teile aus dem Mittelalter

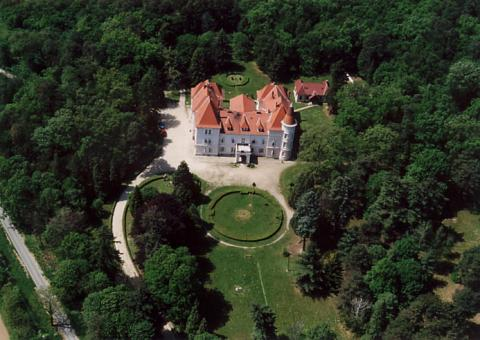
Luftbild des Schlosses

Rum (deutsch: Rum) ist eine Gemeinde im westungarischen Komitat Vas, in der Nähe von Szombathely, 20 Kilometer von der österreichischen Grenze entfernt.

## Geographie

### Geographische Lage
Rum liegt am linken Ufer der Raab, an der ungarischen Hauptverkehrsstraße Nr. 87 (Kőszeg-Kám), 20 km südöstlich von Szombathely. Es ist gut von der Hauptverkehrsstraße Nr. 8 (Budapest-Graz) zu erreichen, wenn man bei Kám auf die Straße Nr. 87 abbiegt.

### Ursprung des Namens
Der Name Rum stammt ab vom deutschen Personennamen Ruhm oder vom Familiennamen Rummy.

### Nachbargemeinden
- Csempeszkopács (NW, Richtung Szombathely)
- Balozsameggyes (NO, Richtung Sárvár)
- Egervölgy (O)
- Kám (SO)
- Zsennye (SW)
- Rábatöttös (W)

## Geschichte
Schon in der Zeit der Römer führte die Straße von Sabaria nach Sopianae über die Raab. Die Reste der Brücke und des Wachhäuschens für die Soldaten wurden offengelegt. Die Pfähle der Holzbrücke sind im Flussbett bei niedrigem Wasserstand auch heute sichtbar. Ebenfalls bekannt ist der dem Posten gehörende Friedhof.
„Terra Rum“ heißt es im ältesten Dokument aus dem Jahr 1246, das seinen Namen erwähnt. Während des Tatarenfeldzugs im Jahre 1242 wurde das Gebiet entvölkert, wahrscheinlich deswegen wird es als Land („Terra“) und nicht als Siedlung referenziert. Im Jahre 1260 wurde es als „terra castri Rwm“, 1560 als „Rwm fortalicium“ (Festung, Burg) bezeichnet – wohl ein Hinweis auf die Festung, von der die Brücke bewacht wurde. 1619 wurde die Siedlung das erste Mal als „Rum oppidum“ (Feldstadt) erwähnt.
Im Jahre 1857 wohnten hier 645 Menschen in 68 Häusern. 1869 brannte fast das ganze Dorf ab. 1910 gab es 1315 Einwohner, im Jahre 2008 wohnten 1258 Menschen hier; die heutige Einwohnerzahl ist nach der Homepage der Gemeinde 1280.
Seit 1988 ist Rum eine selbständige Gemeinde. 1990 fanden die ersten freien Wahlen für die Selbstverwaltung statt.

## Städtepartnerschaften
Neustadtl an der Donau in Österreich

## Kultur und Sehenswürdigkeiten
- Die römisch-katholische Kirche, dem Heiligen Ladislaus geweiht, im gotischen Stil des 14. Jahrhunderts, später barockisiert.
- Das Schloss der Familie Bezerédj. Im Mittelalter stand an dieser Stelle ein Wachturm, heute ist das Schloss ein Erziehungsheim.

## Wirtschaft und Verkehr
Der Hauptbeschäftigungssektor der Bevölkerung ist traditionell die Landwirtschaft. Zur Zeit der Volksrepublik arbeiteten die Bauern in einer Produktionsgenossenschaft. Seit 1990 beschäftigt sich die Nachfolgegesellschaft auch mit Handel und Dienstleistungen. Sie betreibt auch eine Kiesgrube.
Seit 1970 wurden viele Ferienhäuser eingerichtet. Heute siedeln auch Deutsche und Österreicher in die preisgünstige Region um, wo viele deutsch sprechen.
1894–1974 fuhr die Eisenbahn zwischen Szombathely und Rum; entlang der Strecke gibt es heute einen Radweg. Die ehemalige Endstation auf der Straße Nr. 87 beim Kreisverkehr wurde als Erinnerungsstätte gestaltet.
Seit 1980 gibt es eine Näherei.